# Lamnga (Montasik)
Lamnga is een bestuurslaag in het regentschap Aceh Besar van de provincie Atjeh, Indonesië. Lamnga telt 464 inwoners (volkstelling 2010).